# 南麻衣子
南 麻衣子（みなみ まいこ、本名：高橋 幸代（たかはし ゆきよ）、1961年3月8日 - ）は、日本の女性タレント、女優である。アクターズプロモーション所属。

## 人物・エピソード
血液型B型。サイズは身長168cm、B90cm、W60cm、H88cm（1984年当時）。
東京都出身。1981年、伊藤忠商事入社（重役秘書）、1983年退社。珠算2級、英検2級、ペン字検定2級それぞれの資格があった。
1985年、小川菜摘、深野晴美と共に、3人組アイドルユニット「オナッターズ」で一般に認知された。解散後は、グラビア・テレビ番組・映画と幅広く活躍。1995年、イベント会社経営者の木村聡一郎と結婚するも、数ヶ月で離婚。
2014年の池畑慎之介のブログで、再婚して鶴田姓になっていると記述されている。

## テレビ番組
- グッドモーニング（1985年、ANB）
- 第2回ビートたけしのお笑いウルトラクイズ（1990年、NTV）
- 第3回ビートたけしのお笑いウルトラクイズ（1991年、NTV）

### テレビドラマ
- 月曜ドラマランド「ビートたけしのこにくらじいさん2」（1984年、CX）
- 誇りの報酬 第39話「大都会に踊るシンデレラ」（1986年、NTV） - 木下まゆみ
- 火曜サスペンス劇場「殺意の爪」（1989年、NTV）
- 代表取締役刑事 第45話「さよならをもう一度」（1991年、ANB/石原プロ）
- 夏樹静子シリーズ「幻の罠」（1996年、CX）

## 写真集
- UP SIDE DOUN（1986年、大洋図書）
- DAVID HAMILTON　南麻衣子（1987年、スコラ）*撮影：デイヴィッド・ハミルトン
- 愛人 SWEETHEART（1993年、KKベストセラーズ）
- FOXY（1994年、光文社）

## 映画
- タンポポ（1985年11月23日、東宝） - 歯科医助手
- 片翼だけの天使（1986年5月24日、ヘラルド・エース）
- あげまん（1990年6月2日、東宝） - サヨリ
- ザ・採用マン（1991年10月25日、東芝映像ソフト）※OV
- ミンボーの女（1992年5月16日、東宝） - 伊場木の情婦
- 花より男子（1995年、東映）
- 女帝 SUPER QUEEN（2001年2月24日、ムービーテレビジョン） - エレガンスのママ
- カポネ 六本木錬金の帝王（2003年、ラスカル）